# Henar Moreno Martínez
Henar Moreno Martínez (Logroño, 12 de enero de 1973) es una abogada y política española, militante del Partido Comunista de España y de Izquierda Unida desde 1991. Actualmente es diputada en el Parlamento de La Rioja y portavoz del Grupo Mixto parlamentario de Unidas Podemos desde 2019.

## Biografía
Nacida en Logroño el 12 de enero de 1973, Henar estudió derecho en la Universidad de Zaragoza. Ejerció con su labor de abogada en Comisiones Obreras así como formando en violencia de género y mediación familiar.

### Trayectoria política

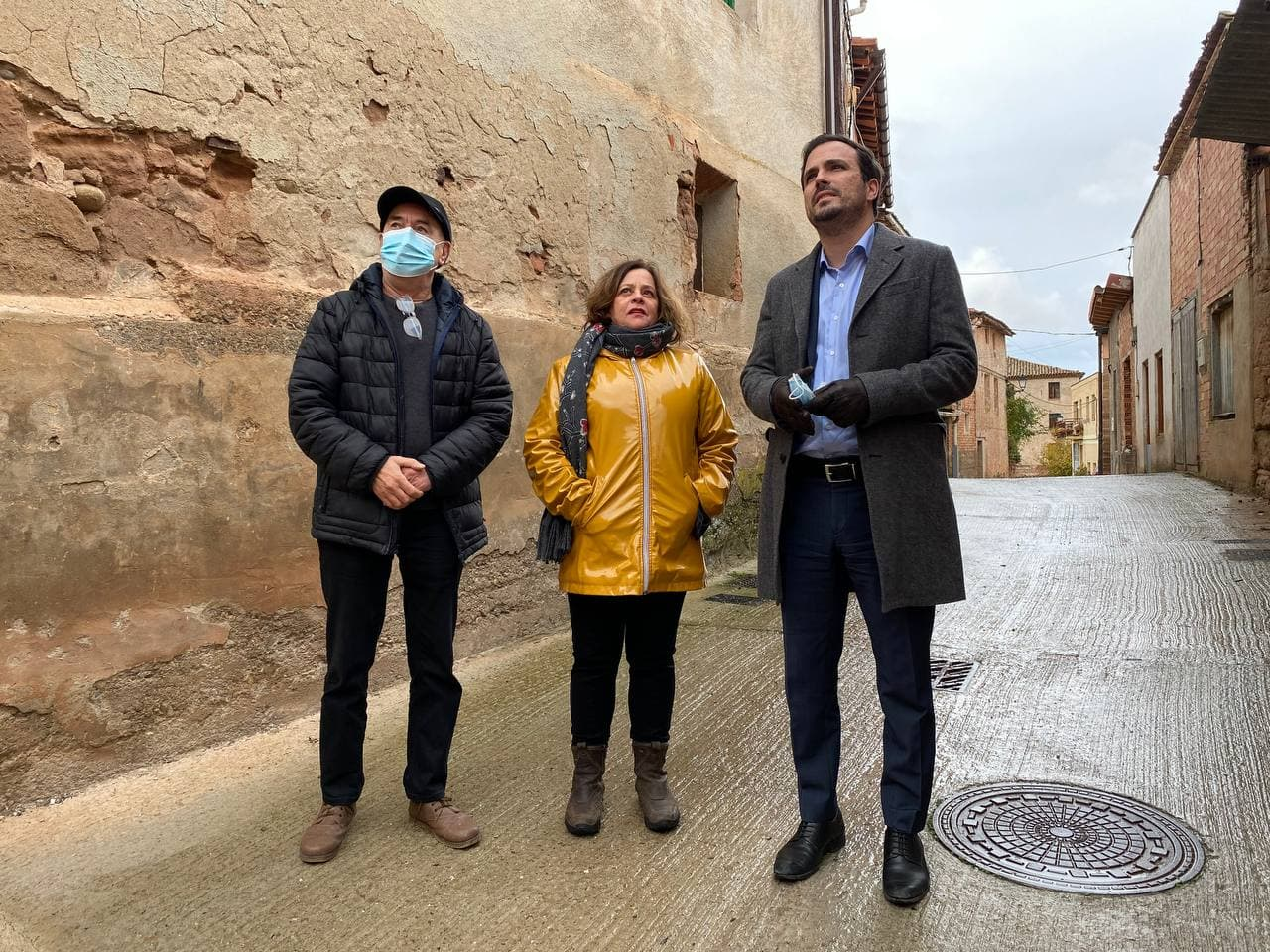
Henar con Alberto Garzón en Camprovín (2021).

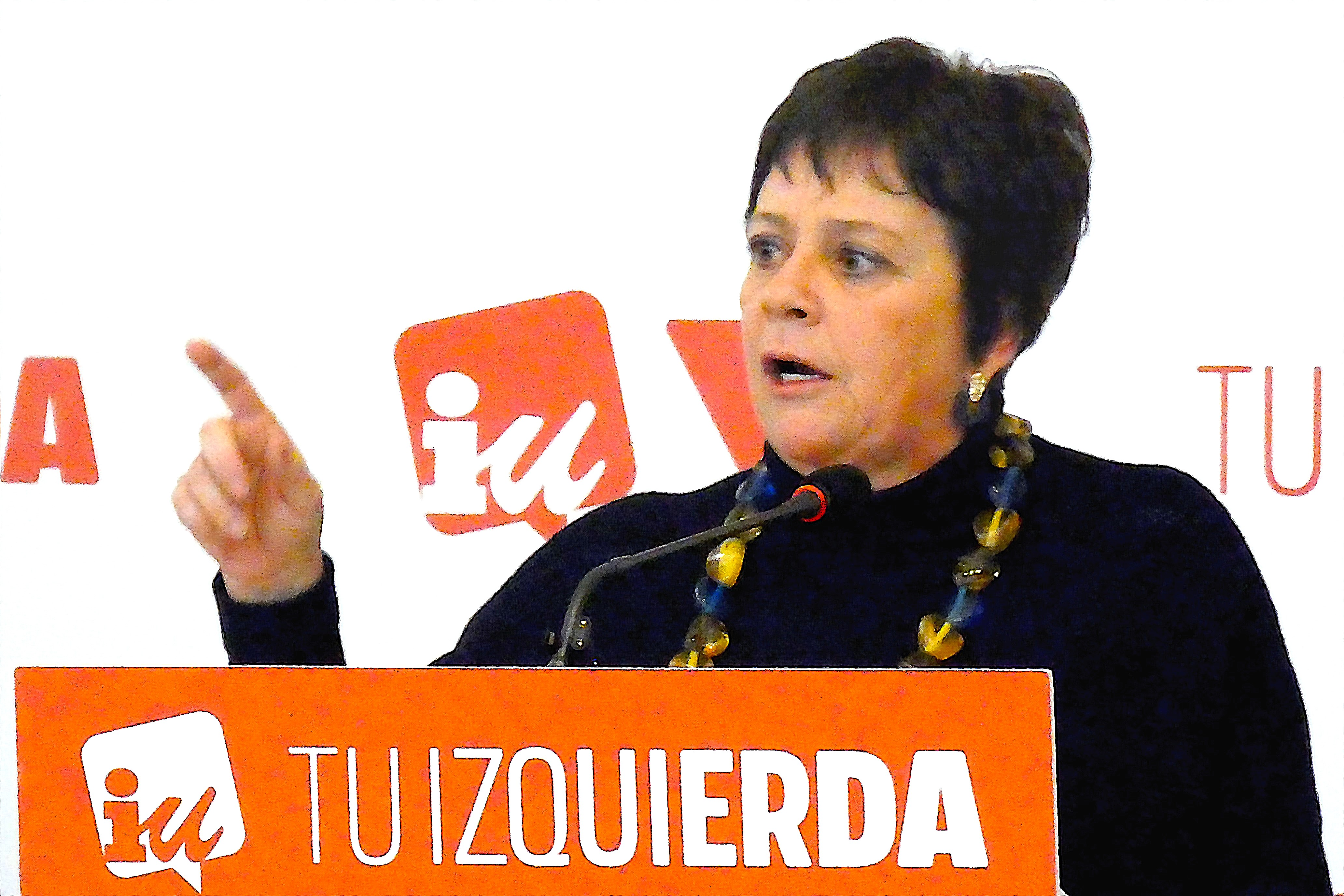
Henar Moreno en la Conferencia Interparlamentaria de IU (2025).

Su entrada en política tuvo lugar en 1998, cuando se afilió se afilió al Partido Comunista de España e Izquierda Unida. Entre 2008 a 2016 ostentó el cargo de coordinadora de Izquierda Unida de La Rioja y de la dirección colegiada federal de su formación. En 2016 formó parte del secretariado del Partido de la Izquierda Europea.
Henar obtuvo el cargo de diputada como candidata de la coalición Podemos-Izquierda Unida para las elecciones al Parlamento de La Rioja de 2019. Dicho cargo fue reelegido en las elecciones de 2023. 
Como portavoz del Grupo Mixto Parlamentario de Unidas Podemos para el Parlamento de La Rioja instó a cumplir la sentencia del Tribunal de Justicia de la Unión Europea en relación con los interinos en fraude de ley. Durante su legislatura se opuso contra la privatización de los servicios públicos y consiguió sacar adelante con apoyo del Grupo Parlamentario Socialista la Ley de Memoria Democrática, la Ley Trans y Ley de Salud Mental de La Rioja.
Henar también se presentó como candidata de Sumar a las elecciones al Parlamento Europeo de 2024.